# Oligia
Genre
Oligia est un genre de lépidoptères (papillons) nocturnes de la famille des Noctuidae.

## Espèces rencontrées en Europe
- Oligia dubia (Heydemann, 1942)
- Oligia fasciuncula (Haworth, 1809) - noctuelle de la canche
- Oligia latruncula (Denis & Schiffermüller, 1775)
- Oligia strigilis (Linnaeus, 1758) - noctuelle du dactyle
- Oligia versicolor (Borkhausen, 1792)